# Обель, Хаук

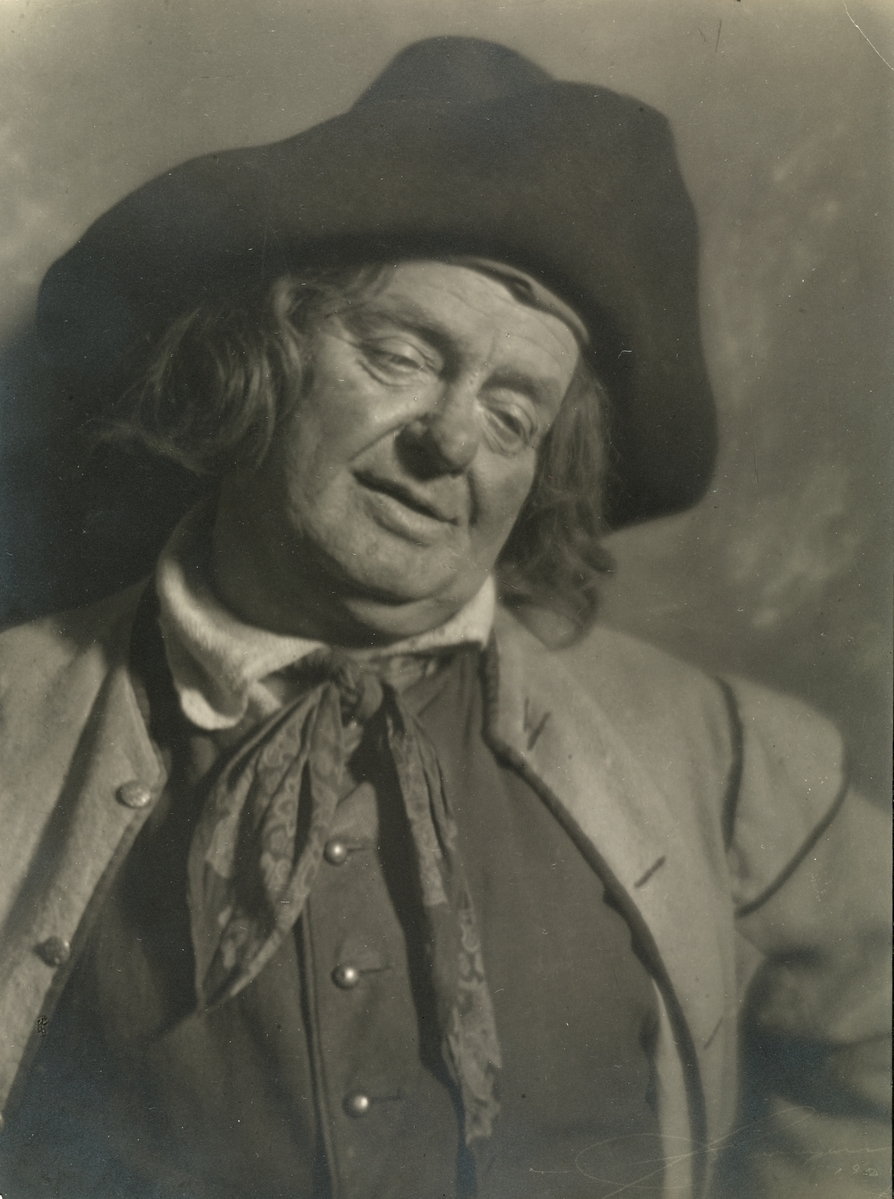
Хаук Обель в роли Йеппе («Йеппе с горы» Л. Хольберга)

Хаук Обель (норв. Hauk Aabel; 21 апреля 1869, Фёрде, Согн-ог-Фьюране, Норвегия — 12 декабря 1961, Осло, Норвегия) — норвежский актёр театра и кино. Видный комедийный актёр Норвегии.

## Биография

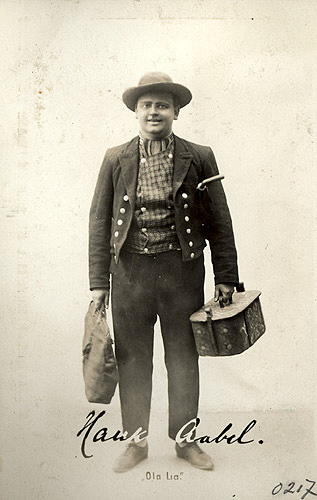
Хаук Обель (1905)

Сын окружного врача. Обучался в Университете Осло, в 1890 году получил степень бакалавра философии. Некоторое время работал частным репетитором. До 1892 года проходил подготовку в военной академии норвежской армии. Получил чин унтер-лейтенанта.
Увлекался театром. Дебютировал на театральной сцене в Христиании в октябре 1897 года в спектакле «Rationelt fjøsstell» Х. Гарборг. Выступал в различных частных столичных театрах, в том числе в 1911—1938 годах — в Норвежском национальном театре в Осло.
Амплуа — комедийный актёр. Искусство Х. Обеля отличалось демократизмом, жизнерадостностью, добродушным юмором. Прославился как замечательный исполнитель роли крестьянина Йеппе («Йеппе с горы» Л. Хольберга), в которой он подчёркивал народный здравый смысл, душевное благородство героя.
К числу лучших актёрских работ Х. Обеля относятся также: Хенрик, Герман, Ольдфукс («Счастливое кораблекрушение», «Оловянщик-политикан», «Якоб фон Тибое» Хольберга), Монсен («Союз молодёжи» Ибсена), Якобсон («Банкротство» Бьёрнсона), Соммерблом («Счастливый выбор» Кьера), Боллинг («Восстание» Вида), Эвенсен, Крестоффер («Большие крестины», «Юность» Бротена), Балдевин («Свадьба Балдевина» Крага), мистер Пикквик («Пикквикский клуб» по Диккенсу).
Снимался в немом кино с 1917 года. Последнюю роль на экране исполнил в 1939 году.
В конце своей карьеры опубликовал два тома мемуаров: «Moro var det lell!» («Всё равно было весело!», 1935) и «Gode gamle dager» («Старые добрые времена», 1949).
Похоронен на Западном кладбище Осло.

## Фильмография
- 1917 — Alexander den store
- 1927 — Trollälgen
- 1931 — Det stora barndopet
- 1932 — En glad gutt
- 1933 — Jeppe på bjerget
- 1935 — Du har lovet mig en kone!
- 1936 — Morderen uten ansikt
- 1938 — Ungen
- 1939 — Valfångare

## Награды
- Орден Святого Олафа
- Королевская золотая медаль за заслуги